# Графланд (Південна Голландія)
Графланд (нід. Graafland) — селище в нідерландській провінції Південна Голландія. Входить до муніципалітету Моленланден. Його населення станом на 2005 рік складало 280 осіб.